# Eupelmus leucothrix
Eupelmus leucothrix är en stekelart som beskrevs av Perkins 1910. Eupelmus leucothrix ingår i släktet Eupelmus och familjen hoppglanssteklar. Inga underarter finns listade i Catalogue of Life.